# Cueva del Guitarrero
La Cueva del Guitarrero es un yacimiento arqueológico situado en el Perú, en el Callejón de Huaylas, 2 km al norte del poblado de Shupluy y 1 km al oeste de Mancos, a la orilla occidental del río Santa (distrito de Shupluy, provincia de Yungay, departamento de Áncash). Fue ocupada durante periodo lítico (época de los cazadores nómadas) y el arcaico (etapa de la agricultura incipiente), por lo que en sus diversos estratos se hallan restos fósiles de esa evolución.
Fue descubierta para la ciencia por el arqueólogo estadounidense Thomas Lynch. Contiene los vestigios de uno de los asentamientos humanos más antiguos del Perú, cuya antigüedad se remonta al XII milenio a. C. (hacia 11.000 a. C., período lítico). Las pruebas de la presencia humana de esa remota época consisten en artefactos toscos de piedra, fragmentos óseos humanos y huesos de la fauna local. De la época arcaica se han hallado, además de instrumentos líticos y huesos de animales, artefactos de madera y hueso, y tejidos anudados de fibras vegetales.También se detectó la presencia de muchas plantas, entre ellas algunas domésticas, como el frejol, cuya antigüedad fue fijada en el 8500 a. C. aproximadamente, lo que convertía al hombre de Guitarrero en el primer horticultor o agricultor incipiente del Perú y de América en general. Sin embargo, en 1999, el mismo Lynch corrigió esa datación, disminuyéndola significativamente en varios milenios. El hombre de Guitarrero dejó entonces de ser considerado el más antiguo horticultor del Perú y América, mérito que actualmente se atribuye al hombre de Nanchoc, que vivió en el valle del alto Zaña, al sur del departamento de Cajamarca. Dentro de los animales identificados en los  huesos hallados, se incluyen los de ciervos, aves y roedores.
Las investigaciones de Lynch han hallado polen y restos arqueobotánicos del cactus de San Pedro (Echinopsis pachanoi) en la cueva.

## Descripción
Guitarrero es una cueva cuya boca da al este, por donde sale el Sol. Su entrada tiene la forma de un arco irregular. Su recinto es de unos 100 m² de extensión y 10 m de profundidad. Se halla a 150 metros sobre el nivel del río Santa, a una altitud de 2580 m s. n. m., en la ladera oriental de la Cordillera Negra, por lo que pertenece a la región Quechua.

## Estudios
La cueva del Guitarrero fue estudiada por el arqueólogo estadounidense Thomas Lynch y su equipo de la Universidad de Cornell, a partir de 1969. Encontró restos de la vida de los moradores de la cueva, que clasificó en productos de manufactura, otros utensilios, restos de alimentos y restos óseos humanos. Las excelentes condiciones de conservación determinadas por la sequedad de la cueva le permitieron recuperar una vasta información sobre los restos vegetales y animales que compusieron la dieta de los habitantes de Guitarrero. Inicialmente, la fama de este yacimiento se debió a que, según Lynch, contenía las más antiguas evidencias de la actividad agrícola del Perú y de América, por las semillas de frejol y pallar halladas, datadas entre el 8500 y 6000 a. C.; sin embargo, esta fecha se corrigió posteriormente, disminuyéndose en algunos milenios. Actualmente, la importancia de El Guitarrero se debe a que contiene los vestigios del asentamiento humano más antiguo del Perú, del período lítico, hacia 11.000 a. C.

## Cronología
Thomas Lynch ubicó cuatro niveles o complejos de ocupación humana:
- Guitarrero I (11.000 a 8000 a. C.) Precerámico (Lítico).
- Guitarrero II (8.000 a 5600 a. C.) Precerámico (Arcaico).
- Guitarrero III (5780 a. C.)
- Guitarrero IV (fechas discrepantes: 8.25 ± 240 y 2315 ± 125 a.p.)

Las fechas atribuidas a cada uno de esos niveles o complejos ha sido motivo de discusión. Otras reinterpretaciones tienden a rebajar los fechados más antiguos.
La fecha más antigua del primer nivel fue calculada inicialmente por Lynch en el 12.560 ± 360 a.p. (es decir, hacia 11.000 - 10.000 a. C.).

## Guitarrero I (Lítico)

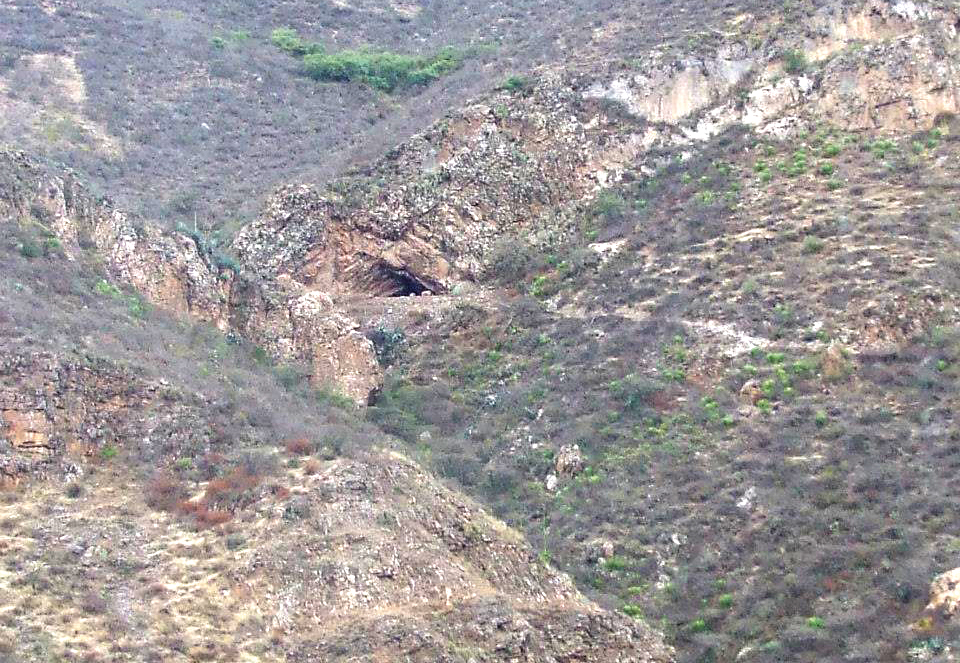
Cueva del Guitarrero vista desde Yungay

Las primeras bandas de cazadores-recolectores debieron llegar al Callejón de Huaylas hacia el 10.000 a. C. En esa época los glaciares se habían extendido y por ello no se podía vivir en las zonas altas durante largos períodos. La gente debió buscar  zonas más cálidas que ayudaran a complementar el ciclo anual de su subsistencia. En ese contexto, la cueva Guitarrero debió ser utilizada como campamento temporal durante la época de caza. Es decir, los cazadores vivían allí parte del año, para luego abandonarlo temporalmente.
Como prueba de esa presencia humana, en los estratos más profundos de la cueva se encontraron restos de carbón de los fogones, así como artefactos líticos toscos: raspadores, chancadores, martillos de piedra, una punta lanceolada, así como un pequeño cuchillo bifacial, materiales todos que los hombres primitivos dejaron abandonados. Asociados a esta primera ocupación se encontraron además una mandíbula con ocho dientes, un premolar (de otro individuo) y una falange humanos.
La industria lítica de Guitarrero I es distinta a otras de la costa peruana, como la de Paiján, pero comparte elementos generales con la del complejo Ayacucho, situado en la sierra sur peruana.
La falta de humedad en la cueva permitió también la conservación de restos óseos de animales que han permitido determinar la dieta del hombre de Guitarrero, entre ellos ciervos, aves y roedores.

## Guitarrero II (Arcaico)
Los restos de esta época consisten en restos de carbón de fogones, numerosos artefactos de madera, hueso y hasta, cordeles y tejidos anudados de fibras vegetales, y artefactos líticos como puntas lanceoladas, una piedra para moler y numerosos raspadores. 
En el periodo arcaico temprano los hombres de Guitarrero o del río Santa combinaron sus actividades de cazadores con la horticultura de leguminosas, ajíes y calabazas, así como el cultivo de frejoles y pallares. Se inició así la etapa de la agricultura incipiente. 
Durante mucho tiempo, el hombre de Guitarrero fue considerado el primer horticultor del Perú y de América, y uno de los primeros del mundo, debido a un cálculo errado de Thomas Lynch, que fechó las semillas de frejoles en 8500 años a. C. aproximadamente, es decir, en la época pre agrícola. Ello llevó a conjeturar que el cazador-recolector de ese tiempo había empezado a diversificar su actividad económica. El asunto es que Lynch había usado inicialmente el método de asociación, es decir, las fechados no fueron calculados directamente de las semillas sino del carbón de los fogones y las fibras textiles asociadas, método que se presta a errores ya que siempre queda la posibilidad de que las muestras estudiadas provengan de distintas épocas y que se hallan mezclado por casualidad. En 1999, el mismo Lynch, basándose en las nuevas técnicas de datación como el AMS (Acelerador de Espectrometría de Masas), corrigió dicho fechado, rebajándolo entre 3030 y 2890 a. C., es decir, perteneciente al arcaico tardío. También se encontró pallar, con un fechado de 1880 y 1750 a. C.
Para algunos, es difícil pensar que el hombre de Guitarreros II desarrollara una horticultura, debido a la ubicación de la cueva. Si las semillas fueron arrojadas cerca a la cueva, por la pendiente que hay las lluvias las habrían transportado hasta el río Santa. Más bien cabe la idea que las plantas fueron transportadas de otros lugares; sin embargo, el hombre pudo haber utilizado el método de los andenes. La cueva fue usada también como cementerio en períodos tardíos.

## Restos humanos más antiguos hallados en el Perú

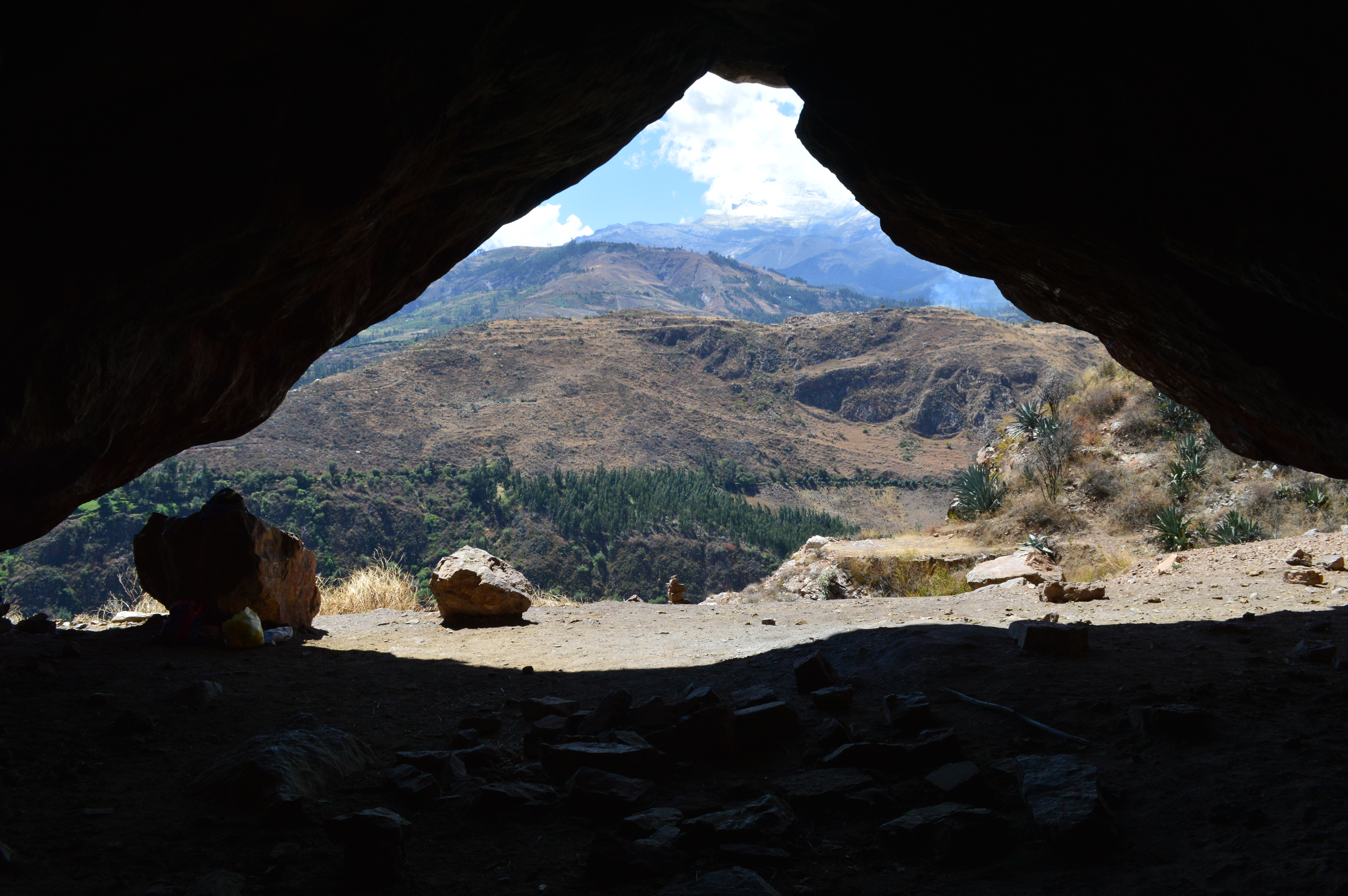
Vista desde el interior en la Cueva de Guitarrero hacia el este, a la derecha ve parte el Huascarán Norte

A partir de los trabajos del arqueólogo estadounidense Richard MacNeish en la zona de Ayacucho (1969-1974), se consideró al hombre de Pacaicasa (del estrato más profundo de la cueva de Piquimachay) como el más antiguo del Perú, con una antigüedad de 20.000 a. C. Sin embargo esta hipótesis fue cuestionada por otros arqueólogos, como Augusto Cardich y Duccio Bonavia, pues no aportaba suficientes evidencias. Más confiables eran otros rastros humanos hallados en Lauricocha (Huánuco), El Guitarrero (Áncash), Paiján (La Libertad) e incluso la fase Ayacucho de Piquimachay, pero ninguna de ellas superaba la edad de 13 000 a 10.000 a. C.
En el Primer Encuentro Internacional de Peruanistas, que realizó la Universidad de Lima en septiembre de 1996, los arqueólogos, antropólogos, historiadores y otros científicos que participaron en ese evento cultural estuvieron de acuerdo con la exposición de Augusto Cardich, quien ratificó la antigüedad dada a los restos de Lauricocha y El Guitarrero, pero puso en duda la de Paccaicasa. Sobre la Cueva del Guitarrero, dijo: «Es una verdad científica que se trata de los restos más antiguos del poblamiento andino».
El arqueólogo Joaquín Narváez Luna ha recalcado que los fechados de Guitarrero I provienen de carbón procedente de las fogatas. Nárvaez hizo el calibrado del fechado de 12.560 ± 360 a.p. calculado por Lynch, para lo cual usó el método Fairbanks, y lo ubicó «entre el 13,097 y el 12,101 a.C., lo cual sería definitivamente Pleistocénico (teniendo en cuenta que el Pleistoceno concluye alrededor del 9,600 a.C.)», por lo que el hombre de Guitarrero sería el más antiguo del Perú. Sin embargo otros arqueólogos consideran como tal al hombre de Ayacucho (segunda fase de la cueva de Piquimachay).